# Gormiti
Gormiti er skabt af det italienske firma Giochi Preziosi S.p.A i 2005. Gormiti er små legetøjs-plastikfigurer, der primært henvender sig til drenge i alderen 5-10 år. Gormiti(er) er flertalsformen af Gormita. De små figurer kan købes i legetøjsforretninger og i boghandlere. Ved køb af figurerne enkeltvis er de indpakket i folie, så man ikke kan se hvilken figur man køber. Med en figur følger der to identiske kort, hvorpå figurens personlighed, styrke og evner står. 
Gormitierne er monstre, der er inddelt i stammer. Nogle stammer er gode og andre er onde. De bor på øen Gorm, og stammerne kæmper indbyrdes om kontrollen over øen. De onde stammer kæmper for den frygtelige troldmand Magor og de gode kæmper med hjælp fra Den Gamle Vismand (Vecchio Saggio) og hans magiske sten ”Livets Øje” (Occhio della Vita).
I Danmark er de første to serier udkommet. I serie 1 er der 6 stammer med hver en leder og 6 soldater; Luftfolket, Skovfolket, Havfolket, Jordfolket, Lavafolket og Magmafolket. I serie 2 er der kun 5 stammer med hver en leder og 5 soldater; Luftfolket, Skovfolket, Havfolket, Jordfolket og Vulkanfolket. Flere serier er på vej, i Italien er serie 3 – Final Evolution udkommet.

## Historien
Den storslåede ø Gorm var engang beboet af et fredeligt, naturelskende folk. De levede i fred og fordragelighed under vejledning af Den Gamle Vismand, vogteren af hemmeligheder og magi. Deres landsby lå ved foden af Ildbjerget, en enorm slumrende vulkan, der aldrig før havde truet den fredfyldte ø… indtil nu.
En dag viste Ildbjerget sin voldsomme natur i form af et kæmpemæssigt vulkanudbrud, hvor lava blev kastet højt op i luften. Det engang så grønne og frodige land blev omdannet til et sort, brændt og øde område. Fra asken opstod der mærkelige væsener, formet af den stærke varme fra lavaen og anført af Magmion, Magmaens herre. Disse ildvæsener blev kaldt Magmafolket og Magmion tørstede efter sjælene af de forsvarsløse Gormitier.
Spådommen var gået i opfyldelse ”Fra dybet vil livsfarlige væsener opstå. De vil erobre landet og de gode vil derpå vende tilbage og kæmpe mod en skæbne værre end udryddelse.”
Tiden gik, Magma-stammen regerede øen Gorm uden modstand. Men de sultede uden modstand. Deres onde energi falmede langsomt, og Magmions triumferende latter blev til et spotsk smil – hans egen ondskabsfuldhed havde svigtet ham. Men han ville ikke tillade noget at ende hans herredømme, så han drog tilbage til Ildbjergets dybe indre for at genoplade sine kræfter og vente på det rette øjeblik til at indlede et nyt angreb, for endelig at kunne regere over hele øen Gorm. En efter en fulgte Magma-stammens folk efter Magmion ned i vulkanen og efterladte øen Gorm øde og uden liv.
Tiden fortsatte med at gå og Den Gamle Vismand ventede, mens han begræd tabet af sine venner. Sagnet siger, at hans tårer blev omdannet til den magiske blå sten kaldet ”Livets Øje”, symbolet der inspirerede Den Gamle Vismand til igen at videreføre og genskabe Gorm og dens folk. En kæmpe opgave lå forude!
Den Gamle Vismand bad naturens elementer om hjælp til at genskabe de mistede venner og bringe liv til en ny Gormiti civilisation. Ved at forene elementerne med sine magiske kræfter blev 4 stammer født – 
- Jordfolket – Stærke og retskafne, børn af Moder Jord
- Skovfolket – Kloge og udholdende, beskyttere af skovene
- Havfolket – Havets krigere, listige og hurtige som fiskene
- Luftfolket – Skyernes vogtere, behændige og muntre som fuglene

Den Gamle Vismand var tilfreds med sit arbejde, men han vidste, at hvad der rørte sig i dybet af Ildbjerget kunne vende tilbage og ødelægge Gorm endnu engang. I forventning om dette skabte han stammelederne. De var større, stærkere og havde ingen erindring. Stammelederne var ikke kun tomme skaller, for i hver eneste af dem var en mægtig styrke og en ildsjæl. De ville leve og dø for deres stammer.
Mens Magmion opholdt sig i Ildbjergets indre, voksede hans onde troldkraft sig stærkere og mere ødelæggende. Snart ville han vende tilbage til øen Gorm, men denne gang ville invasionen ikke blive let, for Magmion havde lært, at han ikke kunne leve uden næring fra Gormitiernes energi.
Denne gang var hans plan mere lusket end nogensinde før. Denne gang ville han ikke kun overvinde sine fjender, men han ønskede at kontrollere dem for evigt! Og tiden nærmede sig med hastige skridt.
Snart så Gormitierne spor af røde flammer fare hen over himlen. Først troede de, at det var efterdønningerne fra vulkanudbruddet, med Den Gamle Vismand vidste bedre….dette var Magmion der skød sine stammefolk ud fra Ildbjerget. Den Gamle Vismand sendte en bølge af telepatisk energi ud til alle stammelederne for at advare dem om den kommende fare. Stammelederne beskyttede stammefolkene og forberedte dem på kamp. Det store slag mellem godt og ondt skulle igen til at udkæmpes.
Magmion ville ikke overlade sin skæbne i hænderne på sin stamme alene, så han plantede ondskab i alle byer på øen i håbet om, at det kunne vende krigen til hans fordel. Dette var ikke beregnet på at ødelægge Gormitierne, men snarere at svække deres evne til at skelne ven fra fjende. Det lykkedes for Magmion, hver eneste Gormiti by mistede tilliden til de andre og de begyndte at kæmpe indbyrdes. De, der engang var venner, var nu blevet til bitre fjender og de var fastlåst i indbyrdes kamp.
Dette er hvordan Den Store Krig begyndte. De fire stammer; Jord, Skov, Hav og Luft tørnede sammen med Lava og Magma stammerne.
Venner blev nu bitre fjender. De gode stammer troede, at erobring var vejen til endelig sejr, og de onde stammer stræbte efter totalt herredømme, lige som Magmion ønskede det. Den Store Krig var begyndt. Beretninger om heltemod, erobringer og kampe mellem Gormitierne ville fylde historiebøgerne for eftertiden….

## Figur serier

### Serie 1
| Jordfolket | Skovfolket | Havfolket |
| --- | --- | --- |
| Leder: GHEOS | Leder: TASARU | Leder: POLYPUS |
| - The Earthshaker (Jordrysteren) - Steelback (Stålryg) - Blind Fury (Blindt raseri) - Gravitus the Strong (Tyngdekraftus den stærke) - Mole the Holedigger (Hulgravende muldvarp (spion)) - The Hideoutfinder (Gemmestedsfinderen) | - Mimic the Fast (Den hurtige efterligner) - The Wise Destroyer (Den vise ødelægger) - Florus the Poisoner (Florus forgifteren) - Lethal Whip (Dødbringende pisk) - Branchtearer the Furious (Grenflænseren den rasende) - The Thug (Banditten) | - Ancientjellyfish (Ældgammel vandmand) - Hammer the Predator (Hammerrovdyret) - Mantra the Implacable (Mantra den uforsonlige) - Tongs the Terrible (Den frygtelige tang) - Crabs the Avenger (Hævnerkrabben) - Delos the Count of the Seas (Havgreven Delos) |

| Luftfolket | Lavafolket | Magmafolket |
| --- | --- | --- |
| Leder: NOCTIS | Leder: LAVION | Leder: MAGMION |
| - The Magic Lookout (Den magiske udkigsmand) - Goad the Elusive (Den flygtige brod) - Solitary Eagle (Ensomme ørn) - The Severe Guardian (Den strenge vogter) - Alos the Hypnotiser (Hypnotisøren Alos) - Steel Beak (Stålnæb) | - The Multiform Anonymous (Den anonyme mangeformede) - The Mastodontic (Mastodonten) - Firespitter (Ildspytteren) - Wicked the Terrible (Den frygtelige ondskabsfulde) - Lavor the Powerfull (Den magtfulde Lavor) - The Fiery Angel (Den brændende engel) | - Electricon (Strømdræberen) - The Toughcatcher (Den seje griber) - Fiery Hammer (Brændende hammer) - Insecticus (Insektus) - Spider the Cruel (Den grusomme edderkop) - The Screaming Guardian (Den skrigende vogter) |

### Serie 2 – Atomic
| Jordfolket | Skovfolket | Havfolket |
| --- | --- | --- |
| Leder: KOLOSSUS | Leder: BARBATAUS | Leder: CARRAPAX |
| - Dedalus the undergrounder (Undergraveren Dedalus) - Bullrock (Tyreklippe) - Dimond the ancient soldier (Diamant den ældgamle soldat) - Stalactite the unforseeable (Uforudsigelige stalaktit) - Stonethrower (Stenkaster) | - Ancient sentry (Den ældgamle skildvagt) - Cannon trunk (Kanon træstamme) - Tormentar the tortuer (Den torturerende plageånd) - Spores the terrible (Spore den frygtelige) - Sferst the devourer (Fortæreren Sferst) | - Helico the wary (Forsigtige Helico) - Moray the crusher (Knuseren Moray) - Quarry the sergeant of the seas (Havets sergent Quarry) - Multiplep the surrounder (Omringeren Multiplop) - Hypnofrog the mocker (Spottende hypnosefrø) |

| Luftfolket | Vulkanfolket |
| --- | --- |
| Leder: HELIOS | Leder: DEEPDOWNFEAR |
| - Magic crow (Magiske hanegal) - Dragon the lethal (Dødbringende drage) - Minswallower the mystic (Den mystiske svalehale) - Darkness the Gory (Bloddryppende mørke) - Hawk silent the earl of the skies (Lydløse høg, jarl af himlen) | - Nightmare of fire (Ildmareridt) - The mysterious knight (Den gådefulde ridder) - Geyser the angry (Den vrede gejser) - Steelblade the cutthroat (Halshuggeren stålklinge) - The incandescent Phantomn (Hvidglødende genfærd) |

### Serie 3 – Final evolution
| Jordfolket | Skovfolket | Havfolket |
| ---------- | ---------- | --------- |
| Leder:     | Leder:     | Leder:    |
|            |            |           |

| Luftfolket | Vulkanfolket | Lysfolket |
| ---------- | ------------ | --------- |
| Leder:     | Leder:       | Leder:    |
|            |              |           |

| Skyggefolket |
| ------------ |
| Leder:       |
|              |

## Spillet
Til Gormiti-spillet anvendes de små plastikfigurer, som man kan købe enkeltvis. Hver spiller vælger sine holdspillere blandt sine figurer. Spillebrættet er inddelt i kvadrater som et skakbræt, og spillet består i at skiftes til at flytte og angribe modstanderens figurer. Man angriber ved at rykke sin figur hen til en af modstanderens figurer.
Hver figur har et tal under sin venstre fod og et andet tal, der fremgår af det medfølgende kort. Disse to tal lægges sammen og figuren med den højest sum vinder. Den tabende figur udgår af spillet.
Vinderen af spillet er den spiller med den sidst overlevende figur.